# Singles (album d'Étienne Daho)
Pour les articles homonymes, voir Single.
Albums de Étienne Daho
Éden
(1996) Corps et Armes
(2000)
Singles est la première compilation d'Étienne Daho, parue en 1998.

## Historique
Cet album a la particularité de présenter les titres du plus récent au plus ancien. Deux singles ont été extraits de cet album : Le Premier Jour (Du reste de ta vie) — une adaptation d'un titre de Sarah Cracknell (titre Ready or Not sur l'album Lipslide de 1997), la chanteuse du groupe Saint Etienne — et Idéal. C'est l'unique album sur lequel on peut trouver ces deux titres.
Il contient par ailleurs le premier enregistrement, en live, de Sur mon cou : cette mise en musique d'une partie du poème Le Condamné à mort , écrit en 1942 par Jean Genet, a été créée par la chanteuse Hélène Martin en 1962, puis reprise par Marc Ogeret en 1970.
Lors de sa sortie, une édition limitée a été éditée avec un disque bonus, Bienvenue à la maison, contenant 5 titres enregistrés lors d'un concert à Rennes, le 24 avril 1998. Un coffret regroupant les vingt mini-CD dans leur pochette d'origine.
L'album fut disque de platine en 1998.

## Liste des titres

### Disque principal
1. Idéal - (Étienne Daho/Arnold Turboust) - 4:07
2. Le Premier Jour (Du reste de ta vie) - (Étienne Daho/Cracknell-Male-Batson) 4:08
3. Sur mon cou (live) - (Jean Genet/Hélène Martin-Laffry) - 3:56
4. Au commencement - 3:50
5. Soudain - 3:20
6. Jungle Pulse - 3:50
7. Mon manège à moi - 3:52
8. Comme un igloo - 3:52
9. Les Voyages immobiles - 3:07
10. Des attractions désastre - 3:10
11. Saudade - 3:30
12. Un homme à la mer - 3:52
13. Des heures hindoues - 3:50
14. Bleu comme toi - 3:24
15. Duel au soleil - 4:21
16. Épaule tattoo - 4:26
17. Tombé pour la France - 4:14
18. Week-end à Rome - 4:12
19. Le Grand Sommeil - 4:04
20. Il ne dira pas - 3:24

### Disque bonus:Bienvenue à la maison
Le disque bonus contenait les titres suivants :
1. Épaule tattoo
2. Le Grand Sommeil
3. Week-end à Rome - en duo avec Sarah Cracknell
4. Tombé pour la France
5. Duel au soleil